# Churcampa
Churcampa é uma cidade do Peru, situada na região de  Huancavelica. Capital da província de  Churcampa, sua população em 2017 foi estimada em 3.306 habitantes.